# His & Hers (serie televisiva)
His & Hers  è una serie televisiva statunitense in 13 episodi trasmessi per la prima volta nel corso di una sola stagione nel 1990 dalla CBS.

## Trama
Doug Lambert e Regina 'Reggie' Hewitt sono due consulenti matrimoniali e sposi con due figli. Nonostante la loro professione, i due, nella vita privata di coppia, incontrano qualche difficoltà relazionale. Doug ha due figli avuti con la precedente moglie, Noah, che vive con lui e Regina, e Debbie, che vive invece con la madre.

## Personaggi e interpreti
- Dr. Doug Lambert (13 episodi, 1990), interpretato da Martin Mull.
- Dr.ssa Regina 'Reggie' Hewitt (13 episodi, 1990), interpretata da Stephanie Faracy.
- Jeff Spencer (13 episodi, 1990), interpretato da Richard Kline.
È un avvocato amico di Doug.
- Mandy Lambert (13 episodi, 1990), interpretata da Lisa Picotte.
È la segretaria di Doug e Regina.
- Noah Lambert (13 episodi, 1990), interpretato da Blake Soper.
- Debbie (13 episodi, 1990), interpretata da Blair Tefkin.
- Mr. Buckley (13 episodi, 1990), interpretato da Jim Doughan.
- Mrs. Buckley (13 episodi, 1990), interpretata da Jane Morris.

## Produzione
La serie, ideata da Patricia Jones e Donald Reiker, fu prodotta da Paramount Television e Ubu Productions Le musiche furono composte da Howard Pearl.

### Registi
Tra i registi sono accreditati:
- Jack Shea in 3 episodi (1990)
- Andrew D. Weyman in 3 episodi (1990)
- Gerry Cohen in un episodio (1990)

### Sceneggiatori
Tra gli sceneggiatori sono accreditati:
- Patricia Jones in 2 episodi (1990)
- Donald Reiker in 2 episodi (1990)
- John Herman Shaner

## Distribuzione
La serie fu trasmessa negli Stati Uniti dal 5 marzo 1990 al 22 agosto 1990  sulla rete televisiva NBC. In Italia è stata trasmessa negli anni 2010 con il titolo His & Hers.

## Episodi
| Stagione       | Episodi | Prima TV USA | Prima TV Italia |
| -------------- | ------- | ------------ | --------------- |
| Prima stagione | 13      | 1990         | anni 2010       |